# Dánsko na Letních olympijských hrách 1900
Dánsko se účastnilo Letní olympiády 1900 ve francouzské Paříži. Zastupovalo ho 13 mužů v 5 sportech. Tři Dánové také byli členy smíšeného týmu, který v přetahování lanem získal zlatou medaili.

## Medailisté
| Medaile | Jméno                | Sport             | Soutěž                    |
| ------- | -------------------- | ----------------- | ------------------------- |
| Zlato   | Lars Jørgen Madsen   | Sportovní střelba | 300 m standard puška      |
| Stříbro | Anders Peter Nielsen | Sportovní střelba | vojenská puška v kleče    |
| Stříbro | Anders Peter Nielsen | Sportovní střelba | prone vojenská puška      |
| Stříbro | Anders Peter Nielsen | Sportovní střelba | tři pozice vojenská puška |
| Bronz   | Peder Lykkeberg      | Plavání           | Muži plavání pod vodou    |
| Bronz   | Ernst Schultz        | Atletika          | Muži 400 m                |